# Чайковка (Житомирская область)
Ча́йковка (укр. Чайківка) — село на Украине, находится в Радомышльском районе Житомирской области.
Население по переписи 2001 года составляет 772 человека. Почтовый индекс — 12250. Телефонный код — 4132. Занимает площадь 2,537 км².

## Адрес местного совета
12250, село Чайковка, ул. Радомышльская, 1 Телефон: (8-04132) 9-72-35